# Lincombià-Ranisià-Jerzmanowicià
El Lincombià-Ranisià-Jerzmanowicià (LRJ) és una cultura apareguda a Europa a començaments del Paleolític superior. La seva cronologia gira al voltant del 43.000 BP. El seu nom ve de les coves de Kent (Lincombe Hill, Regne Unit), Ranis-Ilsenhöhle (Alemanya) i de Nietoperzowa (Jerzmanowice, Polònia).
Aquesta cultura lítica es caracteritza per la fabricació de puntes de ganivet en fulles llargues. Hi ha la teoria que aquesta indústria la van desenvolupar els darrers neandertals, tot i que alguns investigadors han suggerit que es podria tractar d'una cultura realitzada pels primers humans anatòmicament moderns a Europa.
El material lític d'aquesta cultura és escàs, i rarament es troba als jaciments. Tot i així n'existeixen evidències per tot el nord-oest d'Europa, des de Gal·les fins a Polònia.